# Prefettura di Daxing'anling
La prefettura di Daxing'anling o prefettura di Da Hinggan Ling (in cinese: 大兴安岭地区, pinyin: Dà Xīng'ān Lǐng Dìqū) è una prefettura della provincia dell'Heilongjiang, in Cina.